# Kémalisme

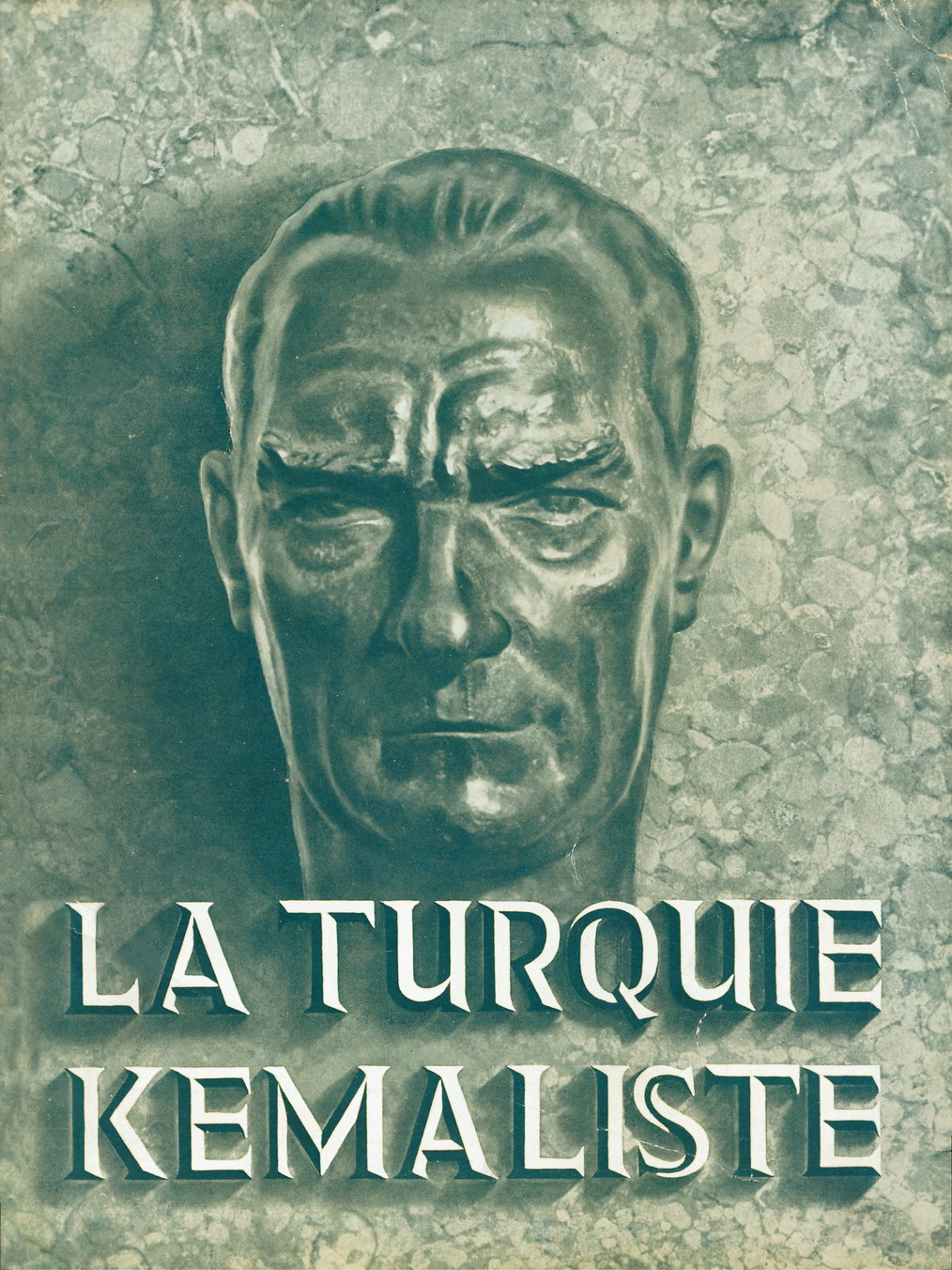
Couverture de la revue de la DGPI sur La Turquie Kemaliste.

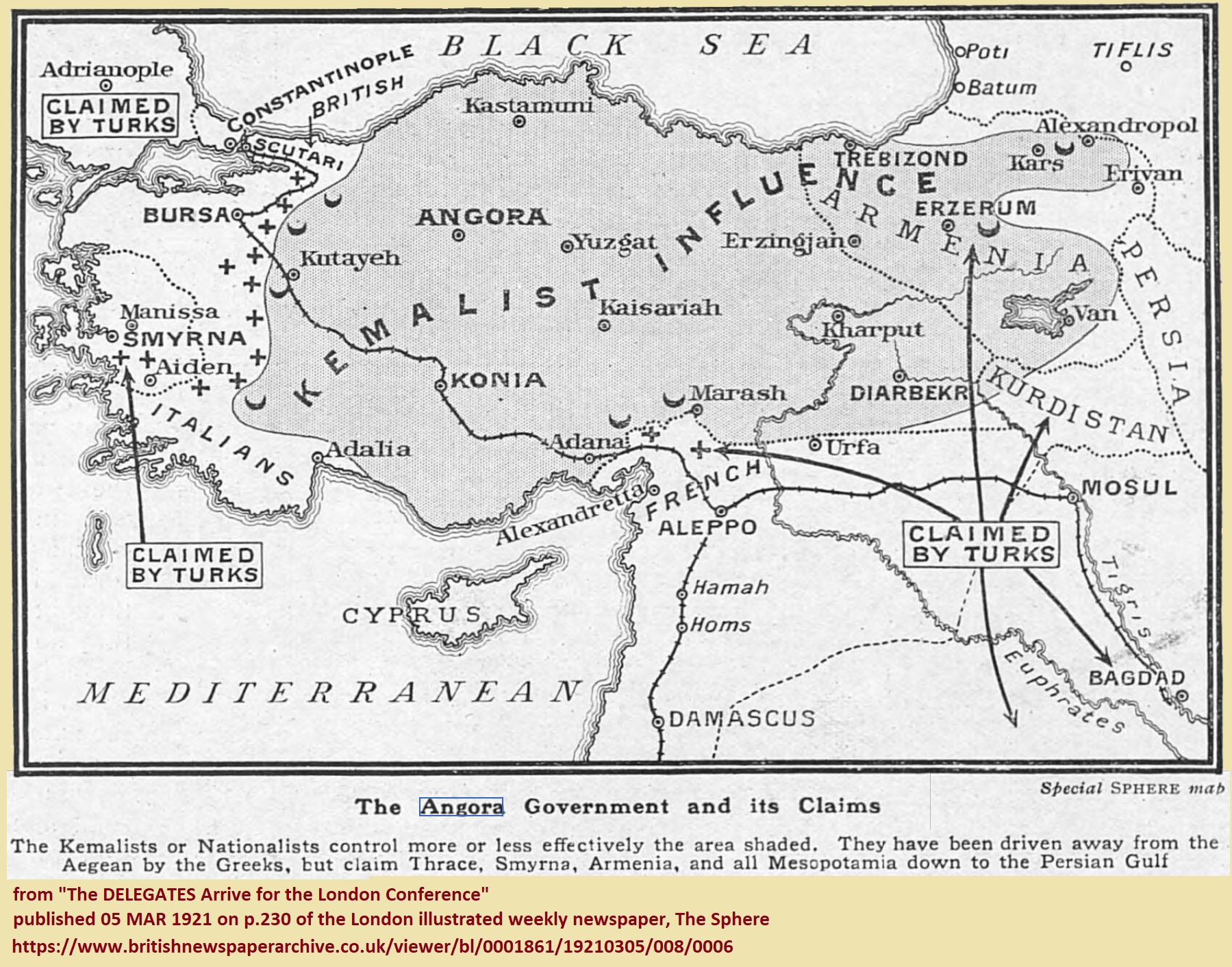
Carte publiée par le journal The Sphere du 1er au 5 mars 1921 sous le titre Le gouvernement d'Ankara et ses exigences.

Le kémalisme (en turc : Kemalizm), également connu sous le nom d'atatürkisme (en turc : Atatürkçülük, Atatürkçü düşünce) ou « Les Six Flèches », est l'idéologie fondatrice de la république de Turquie.
Le kémalisme est un produit de la révolution turque qui a commencé pendant la lutte nationale de la Turquie. Ce concept a été utilisé pour la première fois par des écrivains occidentaux, avant d'être appelé « Atatürkisme » en turc. Le mouvement, dit kémaliste, s'est fait connaitre pour son caractère nationaliste et anti-impérialiste après la Première Guerre mondiale, qui a influencé les sociétés du Moyen-Orient. Il n'est pas seulement important en tant qu'idéologie, il est le symbole d’une résistance réussie à la domination militaire occidentale. Par conséquent, le kémalisme ne doit pas être considéré comme une idéologie totalitaire dogmatique, mais comme une idéologie démocratique dotée de qualités rationalistes et pragmatiques. Il n’a jamais cherché à éradiquer l’islam, mais plutôt à le contrôler et à empêcher l’utilisation de la religion à des fins politiques, en créant par exemple le Diyanet qui est financé et contrôlé par l’État. 
Cependant, le kémalisme est ouvertement contre l’islamisme et l’irrationalisme.
Le kémalisme est une démocratie autoritaire qui trouve ses racines dans le peuple. Selon le livre d’Hamit Bozarslan, en tant qu'idéologie révolutionnaire, il symbolise l'évolution politique dans de nombreux pays d'Asie, d'Afrique et surtout du Moyen-Orient. Il a également influencé une multitude de dirigeants de divers pays, tels que Reza Chah, Gandhi, Nehru, Muhammad Ali Jinnah, Gamal Abdel Nasser, Habib Bourguiba, Houari Boumédiène, Abdelkrim et dans une certaine mesure, d'Amérique latine,. 
Aujourd’hui, plusieurs partis politiques turcs se revendiquent comme kémalistes comme : Le Parti républicain du peuple, Le Bon Parti, Parti de la Victoire et Memleket (en).

## Les Six Flèches

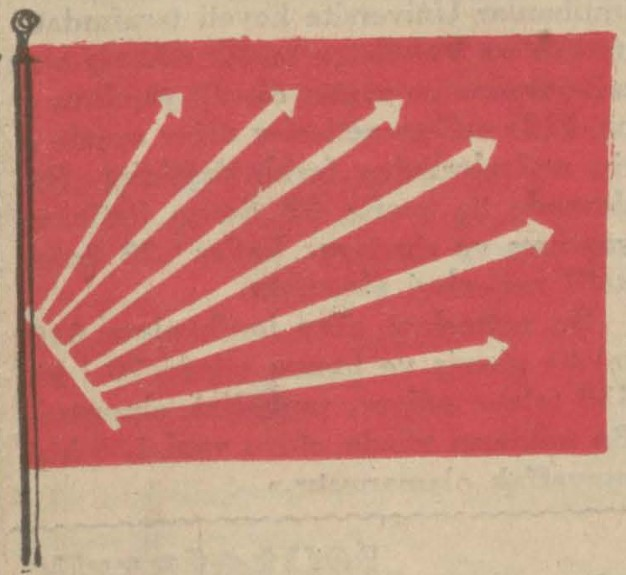
Dessin du drapeau du Parti républicain du peuple fondé par Atatürk, représentant les Six Flèches.

### Républicanisme
Les réformes kémalistes représentent une révolution politique : un changement de l'État multinational ottoman en établissement de l'État-nation turc, et de la réalisation de l'identité nationale de la Turquie moderne. Pour Mustafa Kemal, l'ensemble de sa politique réformiste ne peut se concrétiser que sous la forme d'un État moderne. Le kémalisme s'identifie seulement dans une forme d'État républicain qui peut le mieux selon lui représenter les souhaits du peuple.

### Populisme
La pensée populiste turque trouve ses racines dans les mouvements solidaristes qui se sont développés en Russie et en France. Les Jeunes-Turcs, comme les populistes russes, étaient orientés « vers le peuple ». Cette orientation était à l'origine de certaines ouvertures politiques et sociales ainsi que de la dimension culturelle qui glorifiait la culture et le langage populaires, et le populisme turc a d'abord émergé avec un contenu socialiste destiné aux catégories à faibles revenus, à l'instar du narodnisme russe,.
Avec la Première Guerre mondiale, le populisme est devenu plus orienté vers la Turquie et cette nouvelle compréhension du populisme, dans laquelle le solidarisme français plutôt que le narodnichestvoisme russe s'est imposé, a trouvé son expression théorique chez Ziya Gökalp. Gökalp a apporté d'importantes contributions au principe du populisme ainsi qu'aux principes de laïcité, d'étatisme et de nationalisme. L'opposition de Gökalp à la distinction des classes et sa préférence pour la solidarité nationale sont à la base de sa compréhension du populisme, en sensibilisant l'histoire, et rejetant le racisme sous un nationalisme culturel. Il propose de nombreuses idées telles que les droits des femmes et la récitation de l'appel à la prière en turc. Gökalp, comme le fera plus tard le kémalisme, réduit le populisme au nationalisme et choisit donc d'exclure les contradictions entre toutes les classes et tous les groupes nationaux. De cette façon, la compréhension et la politique de la « société sans classe et sans privilège », qui rejette les contradictions de classe, est très clairement expliquée comme équivalente au principe du populisme.

### Laïcité
Dans l'histoire de la modernisation turque, le début du débat sur la laïcité a coïncidé avec le développement des idées de nationalisme et d'occidentalisme pendant la deuxième monarchie constitutionnelle. La conception de la laïcité de cette période comportait certaines contradictions. Les intellectuels des périodes des Tanzimat et de la monarchie constitutionnelle ont tenté d'unir deux opposés en affirmant que le pouvoir divin et la loi du monarque devaient être reconnus afin d'accepter que la source de la souveraineté était le peuple et la nation. Certains intellectuels, bien que luttant contre la tyrannie, affirmaient que la religion ne convenait pas à la tyrannie personnelle, que les principes religieux n'étaient pas en contradiction avec le constitutionnalisme ou la démocratie, que le dirigeant était également soumis à la charia et qu'ils voulaient considérer les principes de la charia comme une sorte de loi qui déterminait et restreignait les droits du peuple et du dirigeant. La deuxième période de la monarchie constitutionnelle a été une période de transition en termes de laïcité. Au cours de cette période, la loi sur les églises promulguée en 1913, le décret sur le droit et le droit de la famille adopté en 1915 et d'autres lois, décrets et pratiques ont renforcé la structure dualiste,.
Dans ce contexte, le 5 février 1937, la phrase affirmant que l'État turc est laïque a été ajoutée à l'article 1 de la Constitution. Ainsi, grâce à des dispositions juridiques et législatives, la place de la religion dans la vie sociale a été limitée et elle n'est plus liée qu'à la foi et au culte.
Atatürk a adopté le principe de laïcité, qui garantit que l'administration de l'État ne doit pas dépendre d'interprétations religieuses étroites, bigotes et souvent superstitieuses et corrompues, afin que les affaires de la nation et de l'État, le droit et l'éducation soient menés et réglementés conformément à la raison, à la science moderne et aux besoins de l'époque, et que l'objectif d'atteindre le niveau de la civilisation moderne puisse être atteint rapidement.
Dans le cadre d'un gouvernement laïque, les sphères de la pensée et de la croyance, de la politique et du culte sont séparées les unes des autres, ce qui empêche la domination de l'une sur l'autre et garantit l'égalité des personnes appartenant à des religions différentes devant la loi, ainsi que l'égalité des sectes entre les personnes appartenant à la même religion. Étant donné que des millions de personnes ont été massacrées à cause de guerres religieuses et sectaires dans l'histoire de l'humanité, l'importance de la laïcité pour garantir la paix sociale, l'intégrité et la sécurité est devenue évidente. La laïcité, la caractéristique la plus importante de la République turque, est le principe le plus fondamental de la révolution kémaliste,.

### Révolutionnarisme
Parmi les principes les plus importants qu'Atatürk a formulés sont les principes révolutionnaire et réformiste. Ces principes ont signifié l'élimination des traditions jugées archaïques au profit d'un concept moderne et réformateur. La révolution permanente doit signifier une période de changement significative pour la Turquie, et non un retour en arrière. La révolution kémaliste se réclamait de la Révolution française.

### Nationalisme
La révolution kémaliste a également été une révolution nationaliste. Le nationalisme kémaliste insiste sur la souveraineté de son peuple, notamment vis-à-vis des capitaux étrangers. Plusieurs institutions d'État ont été créées en suivant ce mouvement nationaliste. Mustafa Kemal Atatürk a eu recours à plusieurs moyens d'unification afin de parvenir à créer une « nation turque ».

### Étatisme
Pour Atatürk, la modernisation complète de la Turquie ne peut venir que de l'État et du développement de son économie. Par la suite, l'économie turque devient alors étatiste et surgit l'État interventionniste. L'activité économique y est gérée par le gouvernement.

## Anecdotes
- 1. Quiconque insulte publiquement ou injure la mémoire d'Atatürk sur le territoire turc est puni d'une peine d'emprisonnement d'un an à trois ans. Quiconque détruit, brise, abîme ou pollue des statues, bustes et monuments représentant Atatürk ou le tombeau d'Atatürk est condamné à une lourde peine de prison allant d'un an à cinq ans. Quiconque encourage autrui à commettre les crimes décrits dans les paragraphes ci-dessus doit être puni en tant qu'auteur principal[13],[14],[15].